# Attilio Prevost (ingegnere)
Attilio Prevost (Torino, 24 dicembre 1918 – Milano, 15 marzo 2010) è stato un ingegnere e imprenditore italiano, famoso per le innovazioni apportate alle moviole e ai proiettori delle Officine Prevost Milano (1913-1991) e della Prevost Italy S.r.l., fondata nel 1991.

## Biografia
Attilio Prevost nasce a Torino da Augusto Prevosto e Carolina Goffi (nel 1956 cambia il cognome nell'originaria versione francese).
Dopo il liceo scientifico inizia la Facoltà di Ingegneria Meccanica al Politecnico di Torino. 
Nel 1939 si trasferisce a Milano, dove conclude con lode gli studi al Politecnico di Milano, laureandosi nel 1943.
Nel 1946 sposa Liliana Versè (Reggio Emilia, 28 novembre 1923). Dalla loro unione nascono Renata, Paolo e Nicoletta.

## Vita professionale

### Gli inizi con lo zio Attilio Prevost
Il padre di Attilio, già socio dell'orologeria “Rocca” di Torino, era stato convinto dal fratello Attilio Prevost, a vendere le sue quote e la sua abitazione di Torino e trasferirsi con la famiglia a Milano per acquistare il terreno su cui costruire i nuovi stabilimenti dell'azienda da far poi continuare al proprio figlio Attilio, dato che il fratello Attilio non aveva figli.
I due fratelli con Elena Prevost, moglie e alter ego imprenditoriale di Attilio Prevost), comprano nel 1937 in via Desenzano 2 a Milano, il terreno su cui verrà costruita la nuova sede dell’azienda che era già stata fondata dai coniugi Prevost nel 1913 e che nel 1937 aveva sede in via Forcella.
Attilio Jr. entra in azienda nell'ottobre del 1945 e comincia a seguire lo zio sia nella parte tecnologica che in quella inventiva dei prodotti.
Attilio Prevost Jr. si dimostra un ingegnere particolare, capace di unire alla conoscenza della tecnologia e per l'ottica di precisione, quella per la poesia e la musica, un mix raro che, unito a una profonda umiltà e generosità portava sentimenti di stima e ammirazione in tutti quello che lo incontravano.
Nel 1953 Attilio Jr. diventa direttore delle Officine Prevost.
Il 26 agosto del 1954, dopo la scomparsa dello zio Attilio, entra a far parte della società insieme alla zia Elena (Presidente dell'azienda fino al 1965) ed alla cugina Annamaria Lari Prevost, nipote abiatica di Elena Prevost, che Attilio Prevost aveva adottato come figlia nel 1953, e che sarà titolare e Presidente dell’azienda dal 1965 alla cessazione della stessa nel 1991.

### Il fotocoagulatore Raverdino
Nel 1952 Attilio Sr. incarica Attilio Jr. di realizzare un prodotto lontano dal cinema ma sempre nell'ambito dell'ottica di precisione. Si tratta di un fotocoagulatore per la retina dell'occhio che trae spunto da quello che era stato inventato dal medico tedesco Gerhard Meyer-Schwickerath. Con la consulenza del professor Emilio Raverdino e anni di prove e sperimentazioni condotte da Attilio Jr., nell'agosto del 1957 il fotocoagulatore Prevost Mod. Raverdino (inizialmente prodotto con lampada ad arco e successivamente con lampada allo xeno) è pronto. Nel 1958 il primo fotocoagulatore di fabbricazione italiana fa il suo ingresso nell'Ospedale Maggiore di Milano. Si tratta del secondo al mondo dopo quello tedesco, poi venduto in molti ospedali oftalmici del mondo.

### Il successo della moviola e dei proiettori 16/35mm
La vocazione alla progettazione di modelli sempre più perfezionati, unita all'impostazione più propriamente industriale degli studi d'ingegneria, porta Attilio Jr. ad imprimere una forte diversificazione ed accelerazione della produzione.
Dal 1952 iniziano ad essere progressivamente sostituiti tutti i precedenti modelli denominati “Fulgor“, “Alfa“, “Impero” e nascono i nuovi modelli della serie “P”, con fusione della testa in un corpo unico e meccanismo interno a bagno d'olio.
Si susseguono i modelli P10, P30 e P40; nel 1959 entra in produzione il modello P55 che sarà il modello a maggiore diffusione mondiale e di maggiore successo di tutta la storia della Prevost.
Alla fine degli anni Cinquanta, Attilio Prevost Jr. progetta una nuova moviola combinata 16/35mm, a 4 o a 6 piatti, capace di sopperire alle nuove necessità di montaggio derivate dalla diffusione della televisione in Italia. La nuova moviola, consente di cambiare il formato in pochi secondi con teste scorrevoli e rulli a doppio passo 16mm e 35 mm insieme. Anche i proiettori, come per esempio il P. 70, saranno in seguito migliorati con quei dispositivi. 
Si tratta di una vera rivoluzione, capace di diventare in breve marchio distintivo dell'azienda, e di far guadagnare a Cinecittà ad Attilio Prevost Jr. l'appellativo di “re delle moviole”.

### Il P.70 “la Ferrari dei proiettori”
Alla fine degli anni Cinquanta dall'America arriva il nuovo sistema di proiezione Todd-AO con pellicola da 70mm e suono stereo da 6 piste magnetiche e Attilio Prevost jr progetta nel 1959 il proiettore P.70, il quale, date le sue particolari caratteristiche riguardanti lo scorrimento della pellicola, incontra un grande successo, a tal punto da essere definito come “la Ferrari dei proiettori italiani”.

### La croce di malta per il proiettore P.16
I proiettori Prevost caratterizzati dalla lettera P seguita da un numero (ad esempio P/10, P/30, P/55 ecc.) furono introdotti a partire dal 1953: i modelli precedenti erano identificati da un nome dedicato (Alfa, Fulgor, Magnus, Impero ecc.) in particolare il proiettore 16mm a “ Croce di Malta “ Mod P/16 entrò in produzione nel 1960.
La collaborazione tra la Prevost e la soc. Zeiss Ernemann inizio dalla collaborazione tra l’Ing Gruber della Zeiss Ernemann e l’Ing Attilio Prevost Jr nei primi anni ’60.
Quella collaborazione, che si protrasse per oltre 20 anni, portò alla commercializzazione da parte Zeiss Ernemann dei proiettori Prevost 16 e 70 mm marcati dalla Zeiss Ernemann P/16 E P/70 Favorit in alcune aree geografiche mondiali.
Il proiettore Prevost P70, marcato Zeiss Favorit, venne distribuito dalla Zeiss in grande numero in tutto il mondo, compreso, nel 1969, nel rinnovato Ziegfield Theatre di New York, con i suoi 1100 posti uno dei cinema più grandi d'America, poi utilizzato per molte prime mondiali fra le quali, nel novembre del 77, quella di Incontri ravvicinati del terzo tipo di Steven Spielberg.
Queste informazioni sono rilevabili dai registri di produzione della Prevost spa conservati presso la Prevost srl.

### La Camera a bolle
Dal 1960 Attilio jr. progetta e mette in produzione una nuova apparecchiatura nell'ambito della ricerca scientifica. Si tratta di un'evoluzione della camera a nebbia, un complesso di proiezione simultanea di tre e quattro pellicole impressionate da camera a bolle per effettuare lo scanning delle immagini relative agli eventi nucleari verificatesi nella camera stessa. Il dispositivo viene messo in produzione dal 1960 al 1965 e viene venduto ai laboratori di ricerca di fisica di tutto il mondo, dal CERN di Ginevra allo statunitense Massachusetts Institute of Technology (MIT).
Nel 1965, alla morte di Elena Lanzoni Prevost, Presidente dell'azienda, si costituirono le "Officine Prevost s.a.s. di Annamaria Lari Prevost & C.". Annamaria Lari Prevost, nipote di Elena e Attilio Prevost, fu Presidente e rappresentante della società dal 1965 al 1991, e nominò Procuratore Generale dell'azienda con firma libera per atti di ordinaria e straordinaria amministrazione, il marito Franco Mojana (1931-2008), già Procuratore Generale dell'azienda dal 1957.. Dal 1975 l'azienda divenne una SPA.

### Gli anni d'oro del cinema
Negli anni settanta Attilio Prevost Jr. progetta modelli sempre più sofisticati delle ormai note moviole combinate 16/35mm, che iniziano ad essere prodotte anche in una versione ad otto piatti e in un'altra, particolarmente destinata al mercato estero, con dieci piatti e schermo in trasparenza verticale. Sempre negli anni Settanta si arriva alla produzione di una moviola che consente di registrare direttamente le piste sonore. Di questo periodo l'attività di progettazione di Attilio Prevost Jr. porta anche alla registrazione di alcuni brevetti internazionali.
Nel decennio 1970/1980 in Italia la quota di mercato dell'azienda nel settore dei proiettori è del 20 per cento, in quello delle moviole dell'80 per cento. Il personale delle Officine Prevost, subito dopo la Seconda Guerra Mondiale composto da oltre sessanta dipendenti, arriva al suo massimo alla fine degli anni Settanta con oltre 200 addetti. Sono gli anni d'oro del cinema e della televisione insieme. 
La Rai utilizza quasi esclusivamente moviole Prevost: solo nella sede Rai di Milano sono più di sessanta, fra queste la famosa moviola utilizzata con regolarità a partire dal 1967 nella trasmissione la Domenica Sportiva su RaiUno. L'International Recording, principale studio di doppiaggio e registrazione romano frequentato da attori come Fred Astaire, Richard Burton, Ava Gardner, Richard Johnson, Elizabeth Taylor, Raquel Welch e, tra gli altri, da registi come John Huston, Bob Fosse, Vincente Minnelli, Orson Welles e Pier Paolo Pasolini, Mario Monicelli e Sergio Leone, a metà degli anni sessanta ha 23 moviole Prevost.
Le Officine Prevost hanno sempre mantenuto un forte legame con la propria tradizione, preservando le caratteristiche di solidità e robustezza che hanno costituito un merito specifico dei suoi prodotti.”.
Il professor Brandolini, docente di Storia, teoria e tecnica del montaggio all'Università Cattolica di Milano e responsabile del settore lavorazioni cinematografiche ed elettroniche della Rai fino al 1993, sostiene che: "Le moviole Prevost erano estremamente affidabili e assomigliavano a carri armati tedeschi”. Del resto, in tutti i suoi modelli di proiettori, le Officine Prevost hanno da sempre privilegiato un sistema di costruzione molto robusta, con organi sovradimensionati e materiali altamente selezionati dalla durata praticamente illimitata e con necessità di assistenza veramente esigua.

### Da Orson Welles ai Beatles
Le innovazioni tecnologiche introdotte da Attilio Prevost Jr, “degno prosecutore della tradizione di creatività applicata all'industria caratteristica della famiglia” portano l'azienda ad espandersi in tutti mercati del mondo. 
In quel periodo con i clienti, siano essi proprietari di cinema, montatori, registi o capi di Stato, si instaurano rapporti molto personali, anche grazie al fatto che quasi ogni modello venduto dall'azienda viene fatto su misura per soddisfare le richieste di ciascuno e ciò richiedeva lunghi studi di Attilio Jr. con gli utilizzatori finali degli apparecchi.
Il Re del Marocco e lo Scià di Persia se le facevano fare tutte personalizzate, un'azienda di Damasco ne ordinò una color rosa violetto, Orson Welles ogni volta che iniziava la lavorazione di un film ne voleva una nuova e ne discuteva le caratteristiche preferibilmente al tavolo di un ristorante. L'ultima, uno speciale modello di moviola con registrazione magnetica, gli venne consegnata pochi mesi prima della sua scomparsa, avvenuta nel 1985, direttamente nella sua casa a Beverly Hills, in Hollywood Boulevard, dove la inaugurò insieme al montatore Jonathan Daniel Brown. 
I Beatles a Londra nel 1964, aiutarono personalmente il tecnico Dino Paiola a togliere dall'imballaggio la moviola Mod SC72 che poi si misero subito ad utilizzare "come se si trattasse di un giocattolo".
Herbert Von Karajan era un altro cliente molto esigente ed affezionato. "Apportare i tagli – diceva il Maestro Von Karajan riferendosi alla fase di montaggio del film- è importante, come dirigere un'orchestra". Nel 1983 gli venne montata a Salisburgo, in due grandi stanze che erano state allestite a laboratorio, una Prevost otto piatti Modello 72/3 con tre schermi, così da poter avere la visione simultanea relativa agli strumenti dell'orchestra, alle sue mani e al suo volto.

### I collaboratori della progettazione
E poi Federico Fellini, Luchino Visconti, Ermanno Olmi, Ingmar Bergman, e tanti altri registi e montatori, come Roberto Perpignani o Nino Baragli, evocati anche nei ricordi dei più fedeli collaboratori di Attilio Prevost Jr., fra i quali si annoverano i rappresentanti, anche amici e collaboratori nella progettazione: Pesciarelli, Palladino, Tinuper, Rinaldi, Violante, Pasquali, Cerri, Cassiani, Burlando e il tecnico delle grandi installazioni all'estero, Pajola.

### L'ingresso del figlio Paolo Prevost
Nel 1979 entra in azienda il figlio Paolo Prevost, (Milano, 1952) laureato in Ingegneria Meccanica al Politecnico di Milano, che dal 1986 diventa alter ego del padre nella direzione dell'officina e nei rapporti con i clienti affiancando anche nelle fiere e nelle esposizioni l’AD dell’azienda Franco Mojana. Si ripete il binomio zio-nipote con padre-figlio e fino verso la fine degli anni Ottanta la Prevost marcia a gonfie vele.

### La fine delle moviole

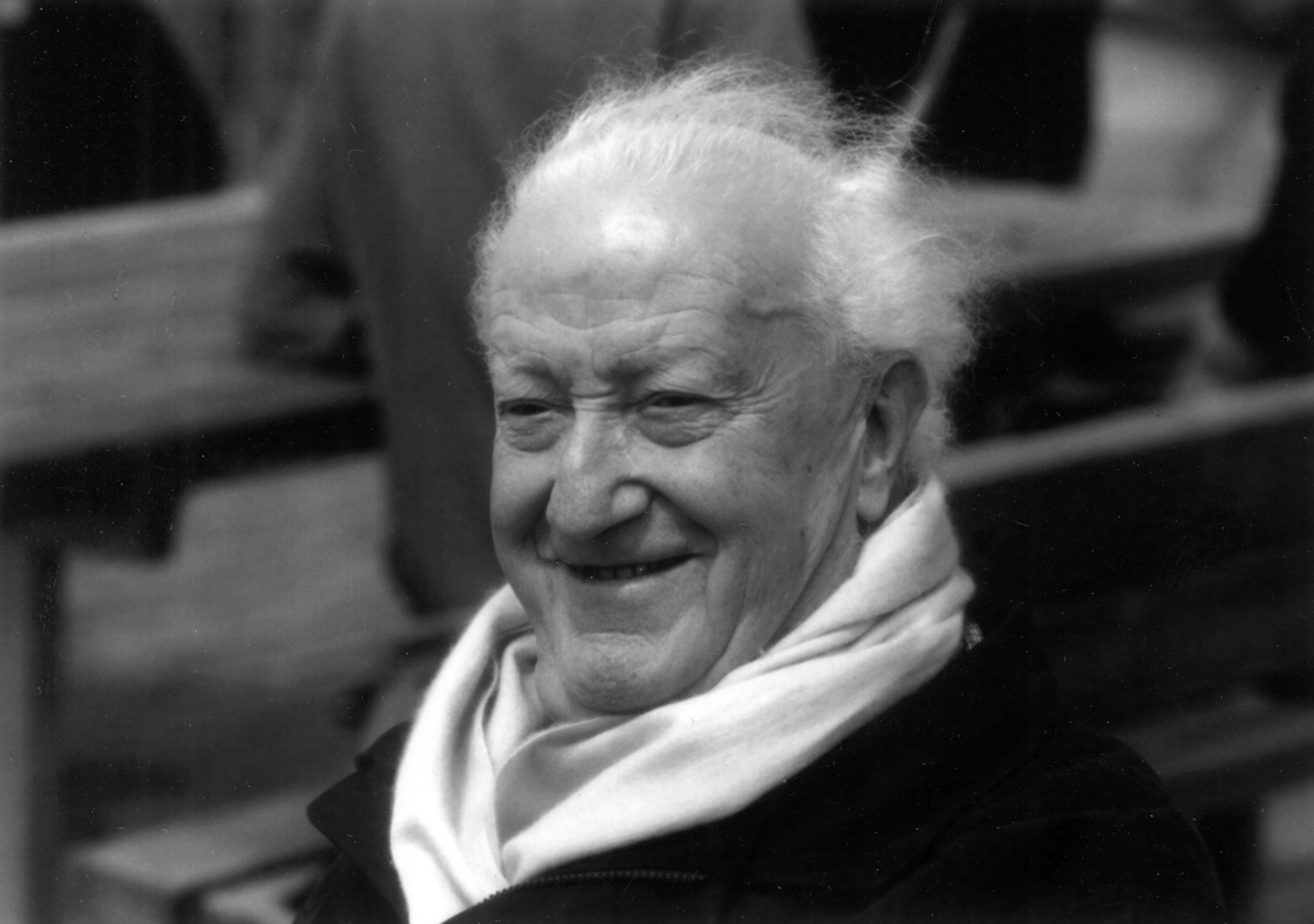
Attilio Prevost Jr. nel 2007

Alla fine degli anni Ottanta l'introduzione delle nuove apparecchiature digitali porta a un veloce crollo del mercato delle moviole. Attilio Prevost Jr. comprende che si tratta di un'evoluzione inarrestabile e che un'intera officina specializzata in uomini e macchine di meccanica non può essere trasformata in elettronica.
Il cinema italiano, evocato nel 1988 nel film Nuovo Cinema Paradiso di Giuseppe Tornatore, in cui nella sequenza del proiettore inventato che va a fuoco a lungo viene inquadrato il marchio Prevost fra le fiamme, entra in crisi. 
L'organico delle Officine Prevost SPA si riduce a un centinaio di unità, con un'ulteriore diminuzione quando in tutto il mondo, nel giro di pochi anni, il mercato delle moviole cessa di esistere facendo concentrare la produzione della Prevost SPA unicamente sui proiettori.

### La crisi dopo la Guerra del Golfo
La situazione, aggravata dalla Guerra del Golfo, con il conseguente blocco del forte mercato medio orientale, porta la società, nel 1991, alla decisione di porre l'azienda in liquidazione volontaria. La produzione cessa contestualmente alla cessazione del marchio, e l'azienda riesce a fare fronte a tutti i propri impegni.

### La Prevost Italy S.r.l.
Il magazzino e parte delle apparecchiature tecniche vengono rilevate da Paolo Prevost che insieme a nuovi soci apre a Settimo Milanese la Prevost Italy Srl, azienda tuttora attiva nel settore delle apparecchiature cinematografiche digitali e dei laboratori di produzione e ricerca.
Sino a due anni prima della sua scomparsa, avvenuta il 15 marzo 2010, all'età di 91 anni, Attilio Prevost Jr. collabora alla Prevost Italy srl, restando non solo memoria storica di un'epoca e della tradizione di una fabbrica di famiglia, ma anche continuo punto di riferimento per il mondo della cinematografia.